# Castellàs (Les Valls d'Aguilar)
Castellàs es una localidad española del municipio leridano de Les Valls d'Aguilar, en la comunidad autónoma de Cataluña.

## Historia
A mediados del siglo XIX, el lugar, por entonces con ayuntamiento propio, tenía contabilizada una población de 74 habitantes. La localidad aparece descrita en el sexto volumen del Diccionario geográfico-estadístico-histórico de España y sus posesiones de Ultramar de Pascual Madoz de la siguiente manera: 

CASTELLAS: l. con ayunt. en la prov. de Lérida (30 horas), part. jud. y dióc. de Seo de Ürgel (6), aud. terr. y c. g. de Cataluña (Barcelona 40): sit. á la márg. der. del r. Segre, en la falda de una montaña que mira al S.: está perfectamente ventilado, y el clima, aunque algo frio, es bastante saludable. Tiene 20 casas de un solo piso, é igl. parr. (Santa Maria), servida por un cura llamado rector, de nombramiento del ordinario en concurso general: los anejos de esta parr. son Zejobell, Espaent y Biscarbó. Confina el térm. N. con Juñent; E. Guils y Sulans; S. Espaént, y O. Trajovell: el terreno generalmente montuoso, es parte tenaz, y parte flojo, poblado en muchas partes de bosques arbolados. prod.: trigo, centeno, cebada, legumbres, patatas y pastos; se cria ganado lanar, caballar, mular, vacuno y de cerda; hay caza de conejos y perdices. pobl.: 13 vec., 74 alm. cap. imp.: 18,508 rs. contr.: el 14'28 por 100 de esta riqueza.
(Madoz, 1847, p. 101)

## Demografía
| Gráfica de evolución demográfica de Castellás entre 1842 y 1970 |
| |
| Población de derecho según los censos de población del INE Población de hecho según los censos de población del INEEn estos censos se denominaba Castellás y Biscurtó: 1842 Entre el censo de 1857 y el anterior, crece el término del municipio porque incorpora a 255203 (Junyet) Entre el censo de 1981 y el anterior, este municipio desaparece porque se agrupa en el municipio 25906 (Valls d'Aguilar) |

El municipio de Castellas desapareció en 1972, al fusionarse con los de Novés de Segre, La Guardia de Arés y Tahús para formar el nuevo término municipal de Valls d'Aguilar. En 2022, la entidad singular de población tenía empadronados 14 habitantes y el núcleo de población 8 habitantes.

## Patrimonio
En la localidad hay una iglesia parroquial bajo la advocación de Santa María.